# Francisco de Vilanova
Francisco de Vilanova, O.F.M. (ca. 1543 - São Tomé, 25 de dezembro de 1602) foi um frei seráfico da Província de Piedade e prelado português da Igreja Católica, que foi bispo de São Tomé.

## Biografia
Era formado em direito canônico e teologia. Foi proposto para bispo de São Tomé em fevereiro de 1592, sendo seu nome aprovado em consistório de 17 de fevereiro deste ano. Na carta de apresentação ao cardeal Alfonso Gesualdo, é informado que naquela época tinha 49 anos e que fez sua profissão religiosa com uma falha no texto, mas que tão logo aprovado pela Santa Sé, refaria a profissão.
Chegou às ilhas em cerca de 1594. Neste mesmo ano, desentendeu-se com o governador Fernandes de Meneses e o excomungou. Em 1595, desentendeu-se também com o cabido da Sé, recebendo uma carta sobre o assunto. Neste mesmo ano, ocorreu a Revolta dos Angolares. Durante sua prelazia, foi desmembrada a área para a ereção da Diocese de Angola e Congo. Em 1597, realizou minucioso relatório das atividades da diocese para o coletor apostólico, o patriarca Fabio Biondi.
Suas diferenças com o cabido da Sé continuaram e em 1599 foi encaminhada uma nova carta ao Papa, relatando por parte do cabido o que chamavam de perseguição, além das desavenças com o governo local. Também durante sua prelazia, as ilhas foram atacadas pelos holandeses, que causaram grande estrago nas igrejas locais, assim mandou cartas requisitando fundos para as reparações.
Faleceu em 25 de dezembro de 1602.